# Phorbas fibrosus
Phorbas fibrosus är en svampdjursart som först beskrevs av Claude Lévi 1963.  Phorbas fibrosus ingår i släktet Phorbas, och familjen Hymedesmiidae. Inga underarter finns listade.